# 28 Leonis Minoris
28 Leonis Minoris är en orange jätte i Lilla lejonets stjärnbild.
28 Leonis Minoris har visuell magnitud +5,50 och är synlig för blotta ögat vid god seeing. Den befinner sig på ett avstånd av ungefär 425 ljusår.